# Associazione dei Comitati Olimpici Nazionali d'Africa

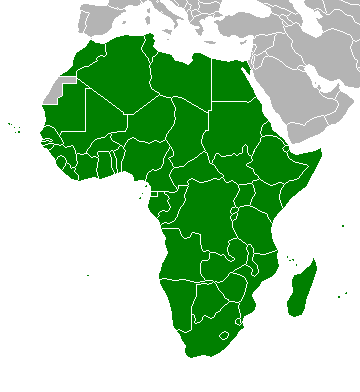
In verde, i paesi membri dell'Associazione dei Comitati Olimpici Nazionali d'Africa.

L'Associazione dei Comitati Olimpici Nazionali d'Africa (ACONA), nota anche come Association of National Olympic Committees of Africa (ANOCA) in inglese o Association des Comités Nationaux Olympiques d'Afrique in francese, è un'associazione internazionale sportiva, fondata il 28 giugno 1981 a Lomé, capitale del Togo.
Riunisce i 53 Comitati olimpici nazionali africani riconosciuti dal Comitato Olimpico Internazionale.
La sua sede è ad Abuja (Nigeria).

## Membri
Nella seguente tabella sono riportati i comitati facenti parte dell'organizzazione con l'anno della fondazione e l'anno di riconoscimento ufficiale da parte del CIO nel caso in cui non corrisponda con il primo.
| Paese               | Codice CIO | Comitato olimpico nazionale                                          | Fondazione | Rif. |
| ------------------- | ---------- | -------------------------------------------------------------------- | ---------- | ---- |
| Algeria             | ALG        | Comitato Olimpico Algerino                                           | 1963/1964  |      |
| Angola              | ANG        | Comitato Olimpico Angolano                                           | 1979/1980  |      |
| Benin               | BEN        | Comitato Olimpico Nazionale e Sportivo Beninese                      | 1962       |      |
| Botswana            | BOT        | Comitato Olimpico Nazionale Botswano                                 | 1978/1980  |      |
| Burkina Faso        | BUR        | Comitato Olimpico Nazionale e Sportivo Burkinabé                     | 1965/1972  |      |
| Burundi             | BDI        | Comitato Olimpico Nazionale Burundese                                | 1990/1993  |      |
| Camerun             | CMR        | Comitato Olimpico Nazionale e Sportivo Camerunese                    | 1963       |      |
| Capo Verde          | CPV        | Comitato Olimpico Capoverdiano                                       | 1989/1993  |      |
| Ciad                | CHA        | Comitato Olimpico e Sportivo Ciadiano                                | 1963/1964  |      |
| Comore              | COM        | Comitato Olimpico e Sportivo delle Isole Comore                      | 1979/1993  |      |
| Costa d'Avorio      | CIV        | Comitato Olimpico Nazionale della Costa d'Avorio                     | 1962/1963  |      |
| Egitto              | EGY        | Comitato Olimpico Egiziano                                           | 1910       |      |
| Eritrea             | ERI        | Comitato Olimpico Nazionale Eritreo                                  | 1996/1999  |      |
| eSwatini            | SWZ        | Associazione Olimpica e dei Giochi del Commonwealth dell'eSwatini    | 1971/1972  |      |
| Etiopia             | ETH        | Comitato Olimpico Etiope                                             | 1948/1954  |      |
| Gabon               | GAB        | Comitato Olimpico Gabonese                                           | 1965/1968  |      |
| Gambia              | GAM        | Comitato Olimpico Gambiano                                           | 1972/1976  |      |
| Ghana               | GHA        | Comitato Olimpico Ghanese                                            | 1952       |      |
| Gibuti              | DJI        | Comitato Olimpico Nazionale Gibutiano                                | 1983/1984  |      |
| Guinea              | GUI        | Comitato Olimpico Nazionale Guineano                                 | 1964/1965  |      |
| Guinea-Bissau       | GBS        | Comitato Olimpico della Guinea-Bissau                                | 1992/1995  |      |
| Guinea Equatoriale  | GEQ        | Comitato Olimpico Nazionale della Guinea Equatoriale                 | 1980/1984  |      |
| Kenya               | KEN        | Comitato Olimpico Nazionale Keniota                                  | 1955       |      |
| Lesotho             | LES        | Comitato Olimpico Nazionale Lesothiano                               | 1971/1972  |      |
| Liberia             | LBR        | Comitato Olimpico Nazionale Liberiano                                | 1954/1955  |      |
| Libia               | LBA        | Comitato Olimpico Libico                                             | 1962/1963  |      |
| Madagascar          | MAD        | Comitato Olimpico Malgascio                                          | 1963/1964  |      |
| Malawi              | MAW        | Associazione Olimpica e dei Giochi del Commonwealth del Malawi       | 1968       |      |
| Mali                | MLI        | Comitato Olimpico Nazionale e Sportivo del Mali                      | 1962/1963  |      |
| Marocco             | MAR        | Comitato Olimpico Marocchino                                         | 1959       |      |
| Mauritania          | MTN        | Comitato Olimpico Nazionale e Sportivo Mauritano                     | 1962/1979  |      |
| Mauritius           | MRI        | Comitato Olimpico Mauriziano                                         | 1971/1972  |      |
| Mozambico           | MOZ        | Comitato Olimpico Nazionale del Mozambico                            | 1979       |      |
| Namibia             | NAM        | Comitato Olimpico Nazionale Namibiano                                | 1990/1991  |      |
| Niger               | NIG        | Comitato Olimpico e Sportivo Nazionale del Niger                     | 1964       |      |
| Nigeria             | NGR        | Comitato Olimpico Nigeriano                                          | 1951       |      |
| Rep. Centrafricana  | CAF        | Comitato Nazionale Olimpico e Sportivo Centrafricano                 | 1964/1965  |      |
| Rep. del Congo      | CGO        | Comitato Nazionale Olimpico e Sportivo Congolese                     | 1964       |      |
| RD del Congo        | COD        | Comitato Olimpico Congolese                                          | 1963/1968  |      |
| Ruanda              | RWA        | Comitato Nazionale Olimpico e Sportivo del Ruanda                    | 1984       |      |
| São Tomé e Príncipe | STP        | Comitato Olimpico di São Tomé e Príncipe                             | 1979/1993  |      |
| Senegal             | SEN        | Comitato Nazionale Olimpico e Sportivo Senegalese                    | 1961/1963  |      |
| Seychelles          | SEY        | Associazione Olimpica e dei Giochi del Commonwealth delle Seychelles | 1979       |      |
| Sierra Leone        | SLE        | Comitato Olimpico Nazionale della Sierra Leone                       | 1964       |      |
| Somalia             | SOM        | Comitato Olimpico Somalo                                             | 1959/1972  |      |
| Sudafrica           | RSA        | Comitato Olimpico e Confederazione Sportiva del Sudafrica            | 1991       |      |
| Sudan               | SUD        | Comitato Olimpico Sudanese                                           | 1956/1959  |      |
| Sudan del Sud       | SSD        | Comitato Olimpico Nazionale del Sudan del Sud                        | 2015       |      |
| Tanzania            | TAN        | Comitato Olimpico Tanzaniano                                         | 1968       |      |
| Togo                | TOG        | Comitato Olimpico Nazionale Togolese                                 | 1963/1965  |      |
| Tunisia             | TUN        | Comitato Olimpico Tunisino                                           | 1957       |      |
| Uganda              | UGA        | Comitato Olimpico Ugandese                                           | 1950/1956  |      |
| Zambia              | ZAM        | Comitato Olimpico Nazionale dello Zambia                             | 1964       |      |
| Zimbabwe            | ZIM        | Comitato Olimpico Zimbabwese                                         | 1934/1980  |      |